# Shika Kawajō
 (mai 2022).
Si vous disposez d'ouvrages ou d'articles de référence ou si vous connaissez des sites web de qualité traitant du thème abordé ici, merci de compléter l'article en donnant les références utiles à sa vérifiabilité et en les liant à la section « Notes et références ».
Shika Kawajō (川条 志嘉, Kawajō Shika, 25 janvier 1970) est une femme politique japonaise, membre du Parti libéral-démocrate, élue à la Chambre des représentants de la Diète (le parlement national).

## Biographie
Shika Kawajō naît à Kobe et est diplômée de l'université de Tokyo. Elle se présente sans succès à l’élection de 2004 comme membre du Parti démocrate du Japon. Elle se représente, mais comme membre du PLD, en 2005 et est élue.